# Spermatie
pycniospore
Une spermatie est un gamète mâle sans système locomoteur, que l’on trouve chez certains champignons ou algues.

## Mycologie
En mycologie, une spermatie (également nommée pycniospore) est une minuscule spore incolore de certains champignons basidiomycètes (Fungi) de l'ordre des Pucciniales, agents de la maladie cryptogamique de la rouille. Cette spore est générée par une spermogonie (également nommée pycnide).
Les pycniospores ne doivent pas être confondues avec les pycnidiospores qui sont des conidies produites par des ascomycètes et présentes par exemple dans les périthèces,